# Parque nacional de Chinji
El Parque nacional de Chinji es un área protegida de categoría II IUCN (Parque nacional), ubicada en Talagang Tehsil, distrito de Chakwal, Punjab, en el país asiático de Pakistán. Cubre un área total de 6095 hectáreas (15 061 acres). El parque nacional está ubicado cerca de la cordillera Salt, a unos 130 km de Islamabad, en el sur. 
El área tiene una elevación de 2231 pies (680 m). La tierra profundamente erosionada de Chinji se compone de piedra arenisca de rocas ígneas, junto con pequeños depósitos de sal de roca de la Cordillera de la Sal. Allí se encuentran profundas corrientes torrenciales y barrancos cerca del río Soan, que pasa a través de la zona.